# Myscelus
Myscelus är ett släkte av fjärilar. Myscelus ingår i familjen tjockhuvuden.

## Bildgalleri

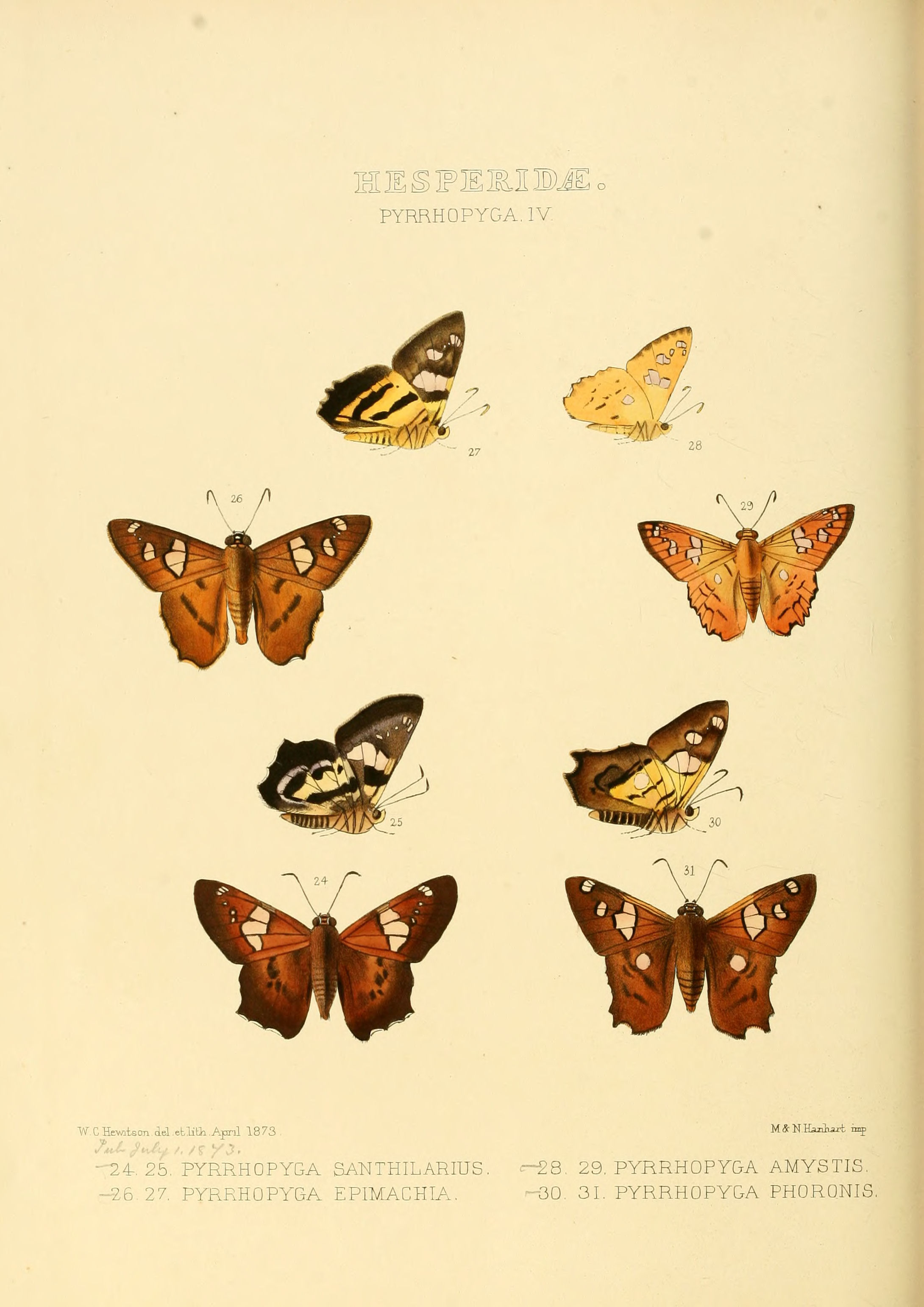
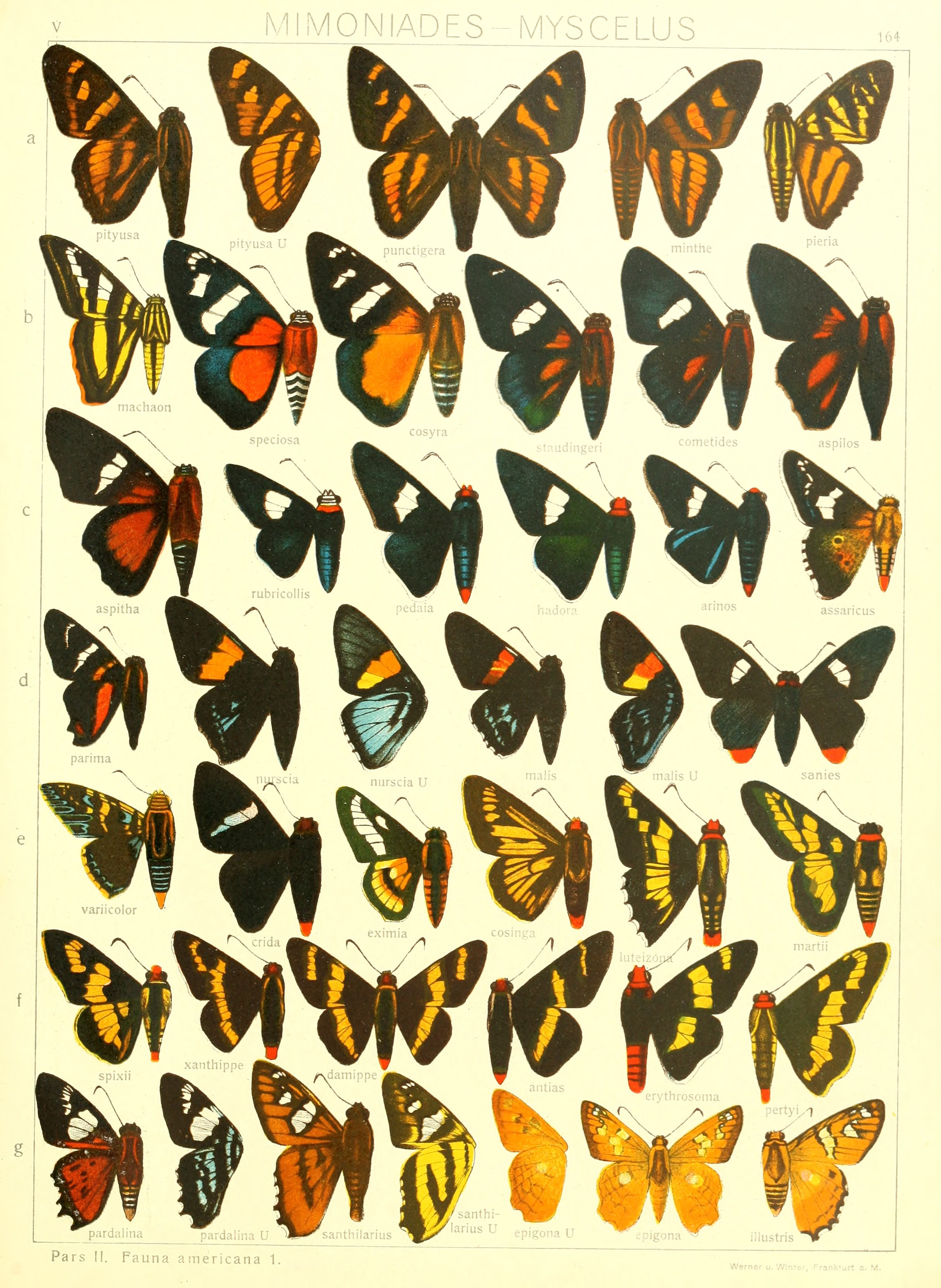
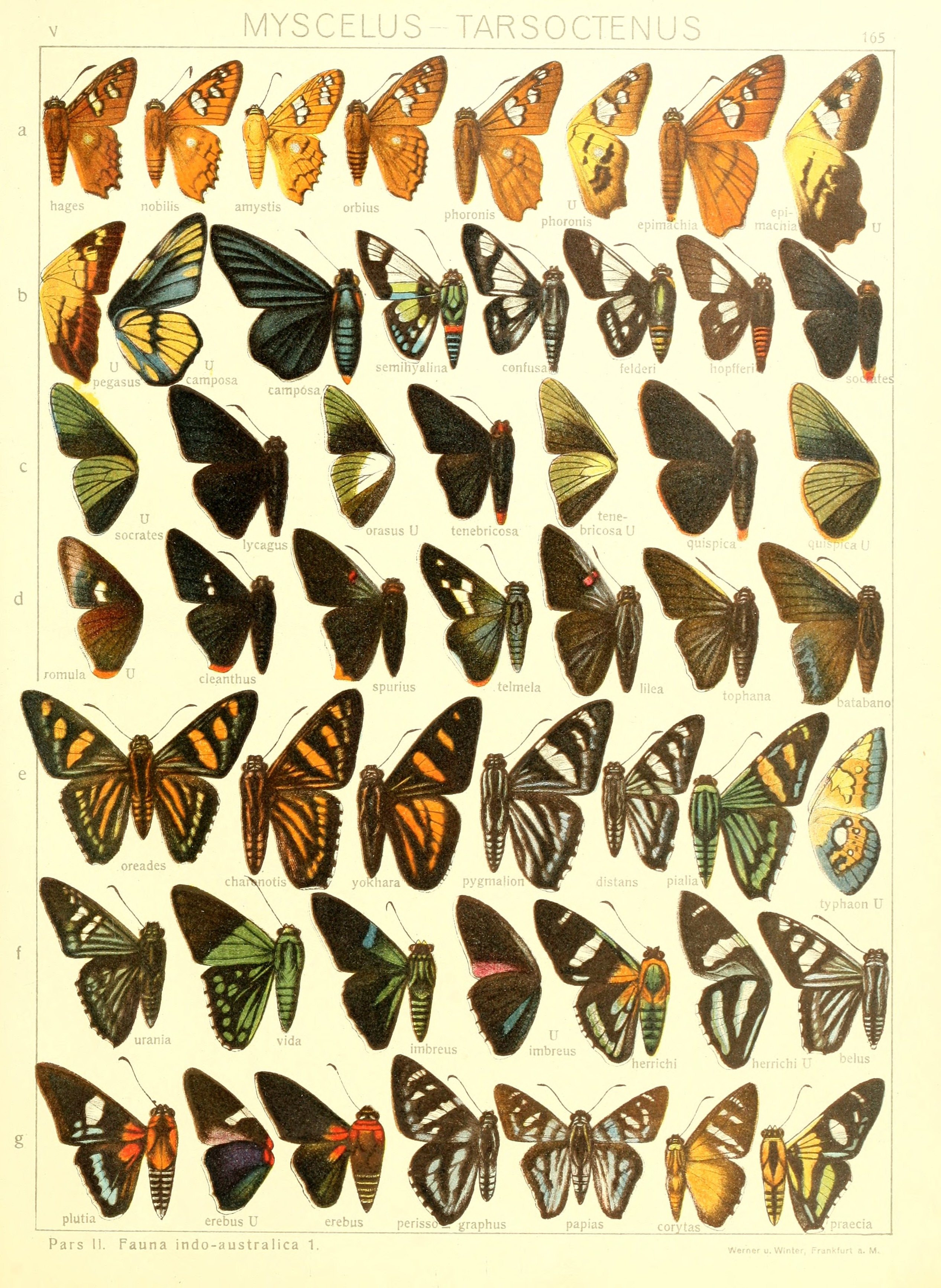
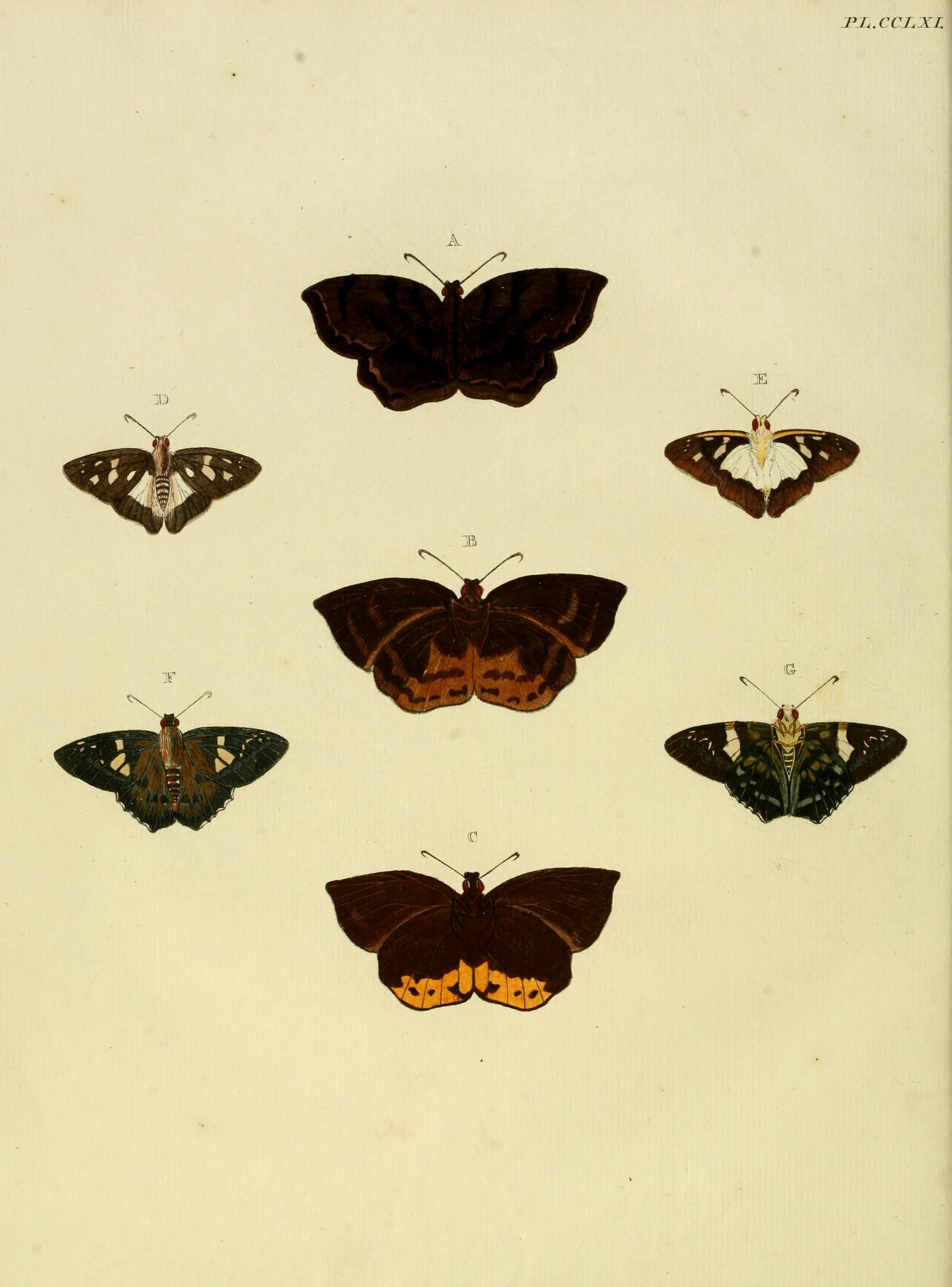
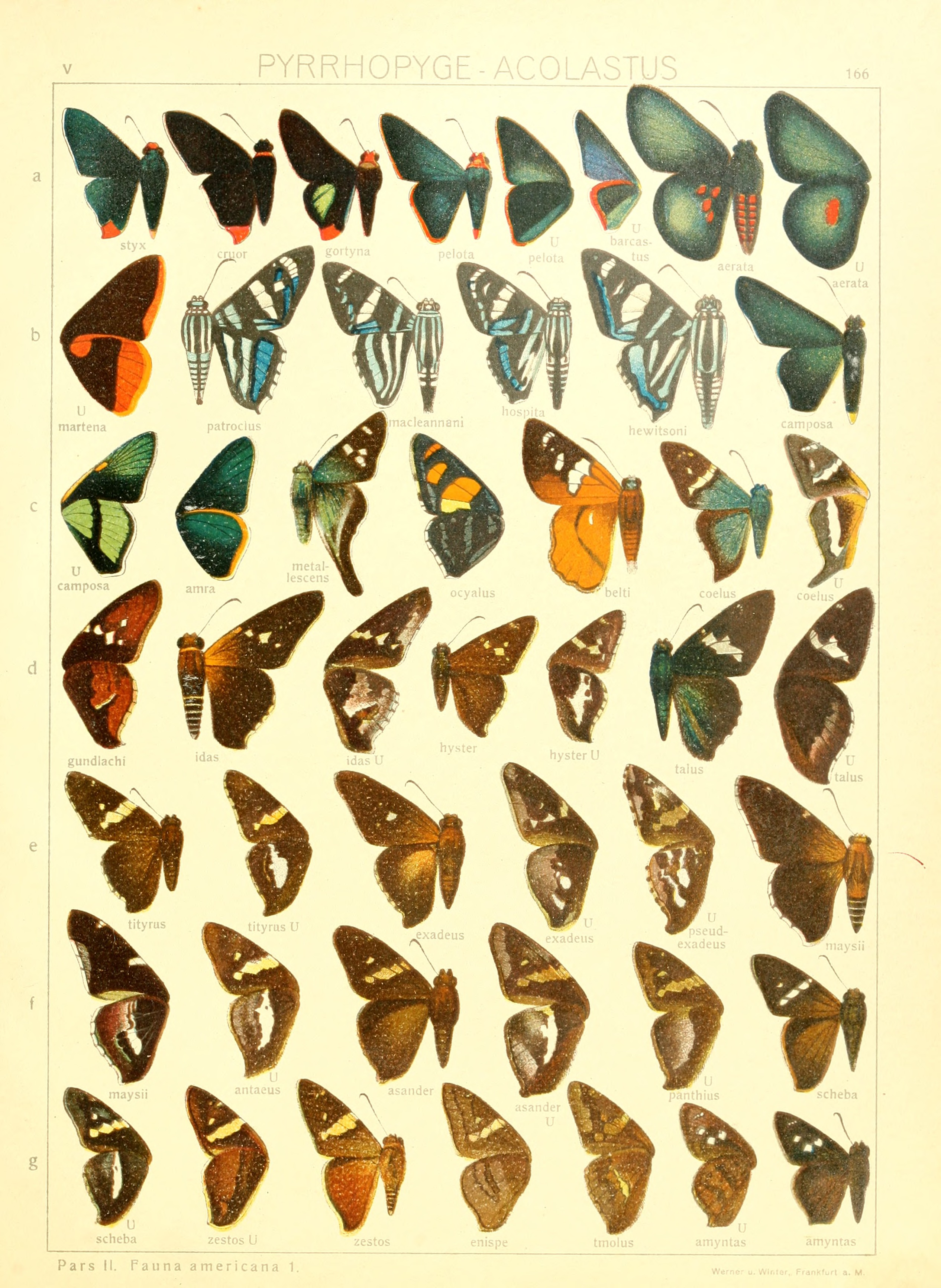
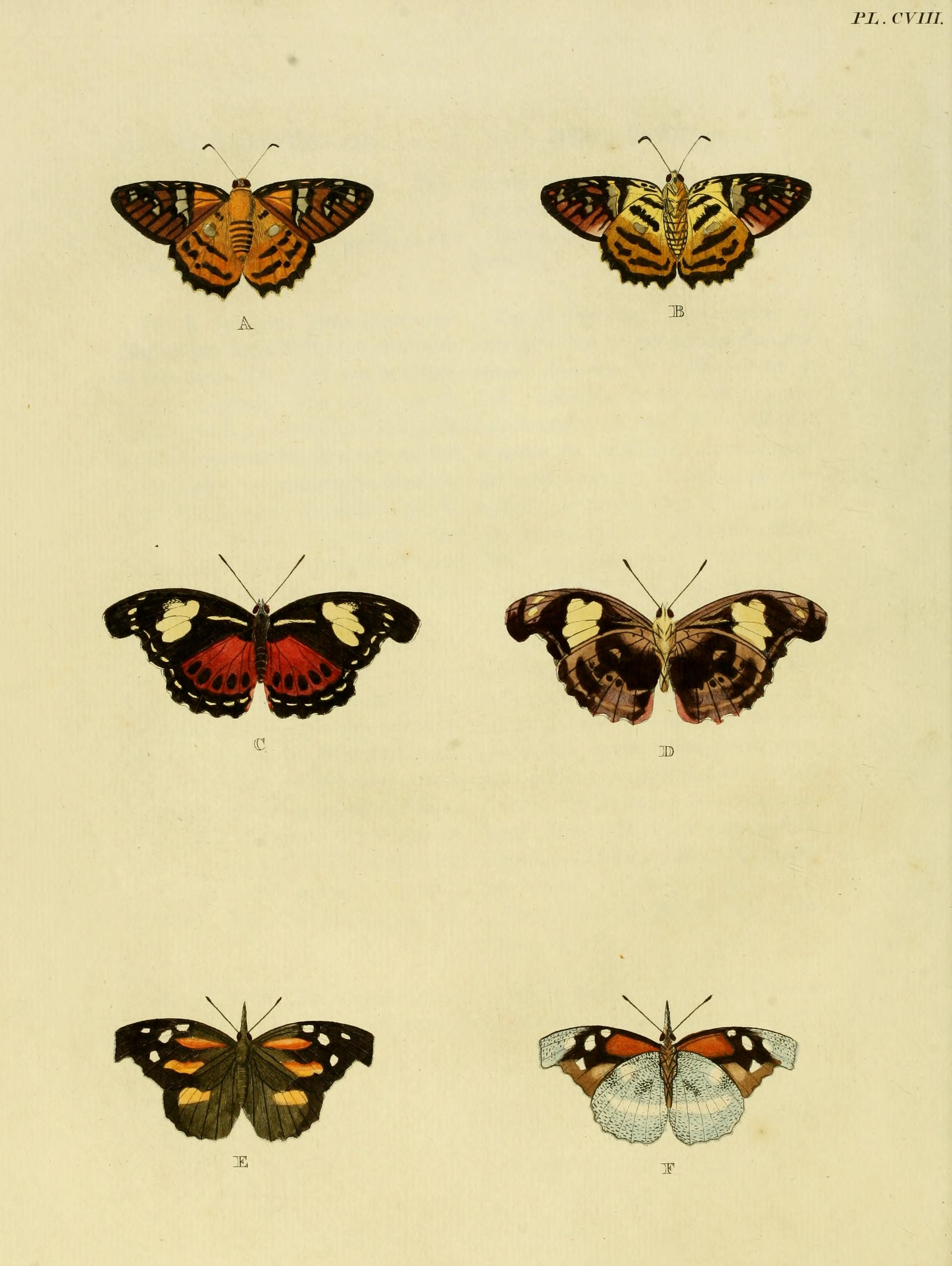

## Dottertaxa tillMyscelus, i alfabetisk ordning[1]
- Myscelus aethras
- Myscelus alsarius
- Myscelus amystis
- Myscelus assaricus
- Myscelus aurora
- Myscelus belti
- Myscelus caucanus
- Myscelus distinctus
- Myscelus draudti
- Myscelus edix
- Myscelus epigona
- Myscelus epimachia
- Myscelus flavicollis
- Myscelus guarea
- Myscelus hages
- Myscelus illustris
- Myscelus janthibaris
- Myscelus mapirica
- Myscelus meridionalis
- Myscelus michaeli
- Myscelus muttra
- Myscelus mysus
- Myscelus nobilis
- Myscelus orbius
- Myscelus orthrus
- Myscelus pardalina
- Myscelus pegasus
- Myscelus perissodora
- Myscelus persela
- Myscelus phoronis
- Myscelus rogersi
- Myscelus salus
- Myscelus santhilarius
- Myscelus sothis
- Myscelus verina